# ماریانو اوسپینا پرز
ماریانو اوسپینا پرز (انگلیسی: Mariano Ospina Pérez؛ زاده ۲۴ نوامبر ۱۸۹۱ – درگذشته ۱۴ آوریل ۱۹۷۶) سیاستمدار و مهندس اهل کلمبیا بود. وی از ۷ اوت ۱۹۴۶ تا ۷ اوت ۱۹۵۰ رئیس‌جمهور این کشور بود.
ماریانو اوسپینا پرز در ۱۴ آوریل ۱۹۷۶، در سن ۸۴ سالگی در بوگوتا درگذشت.